# Гергель, Виктор Павлович
Виктор Павлович Гергель (14 января 1955- 29 июня 2021) — декан факультета вычислительной математики и кибернетики ННГУ (ВМК ННГУ), директор НИИ ПМК ННГУ.

## Биография
Окончил с отличием факультет ВМК ННГУ в 1977 году и аспирантуру в 1984 году. С 1994 года — доктор технических наук, с 1995 года — профессор. Заместитель заведующего кафедрой математического обеспечения ЭВМ с 1999 года. Декан факультета ВМК ННГУ с 2007 года, переизбран в 2012 году.

## Научная работа
Автор более 120 научных работ и нового научного направления в области математических моделей, методов и программных средств информационного обеспечения процессов поиска рациональных вариантов.